# Kim Tae-Yong (taekwondo)
Kim Tae-Yong (8 de octubre de 1999) es un deportista surcoreano que compite en taekwondo. Ganó una medalla de oro en el Campeonato Asiático de Taekwondo de 2022, en la categoría de –63 kg.

## Palmarés internacional
| Campeonato Asiático | Campeonato Asiático       | Campeonato Asiático | Campeonato Asiático |
| Año                 | Lugar                     | Medalla             | Categoría           |
| ------------------- | ------------------------- | ------------------- | ------------------- |
| 2022                | Chuncheon (Corea del Sur) | Medalla de oro      | –63 kg              |